# نقطه مرزی سه‌گانه
نقطهٔ مرزی سه‌گانه موقعیت جغرافیایی است که نقطهٔ ملاقات مرزهای سیاسی سه کشور است.    این نقطه می‌تواند یک بیابان باشد، و سپس اغلب در مورد یک اثر تاریخی شناخته می‌شود، یا می‌تواند یک آب باشد (رودخانه، دریاچه یا دریا).

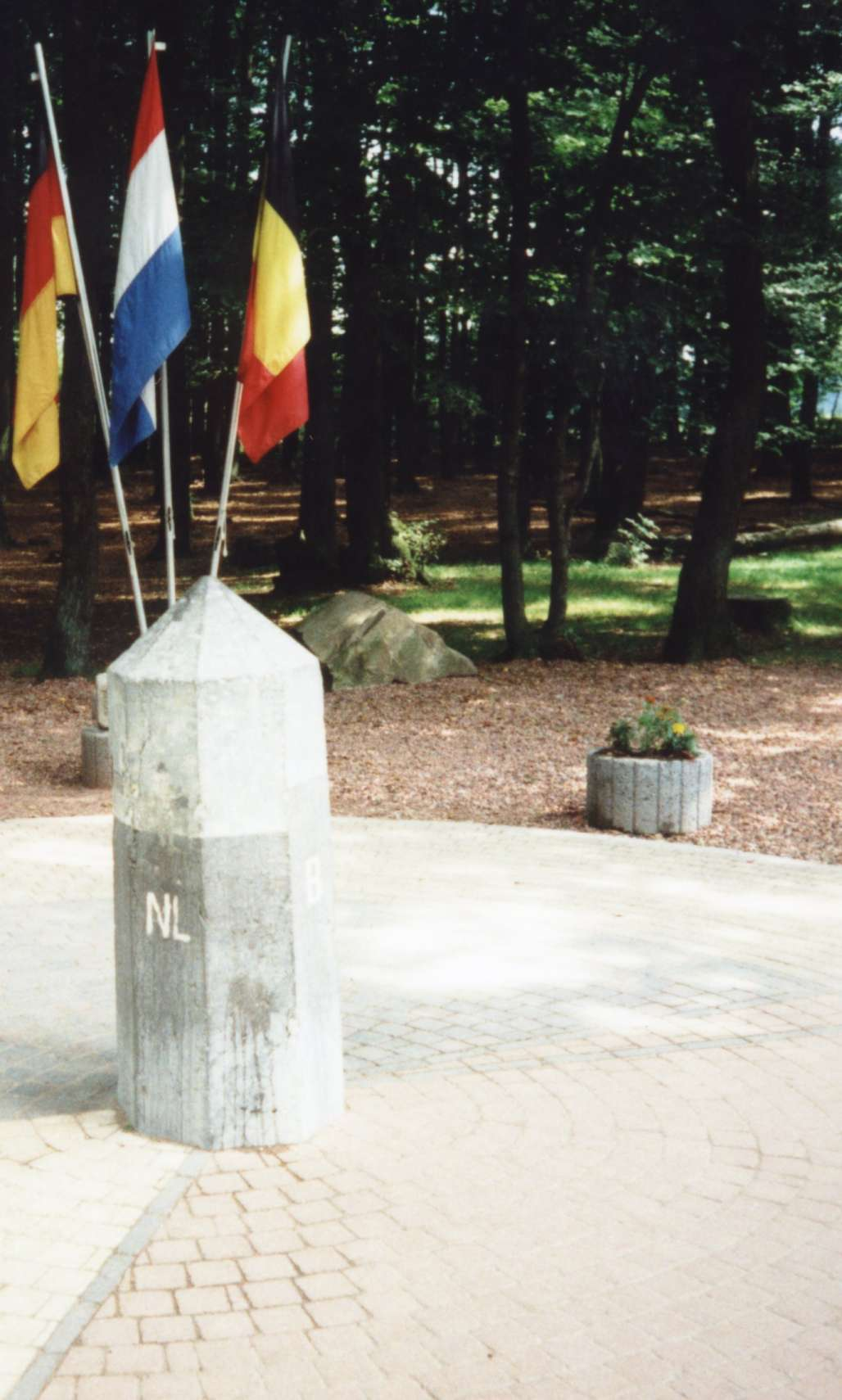
والسبرگ : نقطهٔ مرزی سه‌گانه میان (آلمان، هلند، بلژیک)

منطقی است که بگوییم هر چه تعداد کشورهای همسایه با یک کشور بیشتر باشد، تعداد نقاط مرزی سه‌گانه بیشتر است. به عنوان نمونه، چین ۱۶ نقطهٔ مرزی سه‌گانه، روسیه ۱۴ نقطه و در اروپا اتریش ۹ نقطهٔ مرزی سه‌گانه دارد که یکی از آن‌ها با سوئیس و لیختن اشتاین است.
از سوی دیگر، کشور جزیره‌ای دارای نقاط مرزی سه‌گانه نیستند، با اشاره به اینکه برخی از این کشورها مانند بحرین و سنگاپور دارای نقاط مرزی سه‌گانه در آب‌های سرزمینی هستند. همچنین کشورهایی هم‌مرز با یک کشور مانند پرتغال و دانمارک وجود دارند که دارای نقاط مرزی سه‌گانه نیستند و کشورهایی هم‌مرز با دو کشور هستند مانند ایالات متحدهٔ آمریکا که فقط با مکزیک و کانادا هم‌مرز هستند و آن‌ها هیچ نقاط مرزی سه‌گانه ندارند.

## نمونه
یک مثال مشهور ، نقطه سه گانه (فالس) بین هلند ، بلژیک و آلمان است.

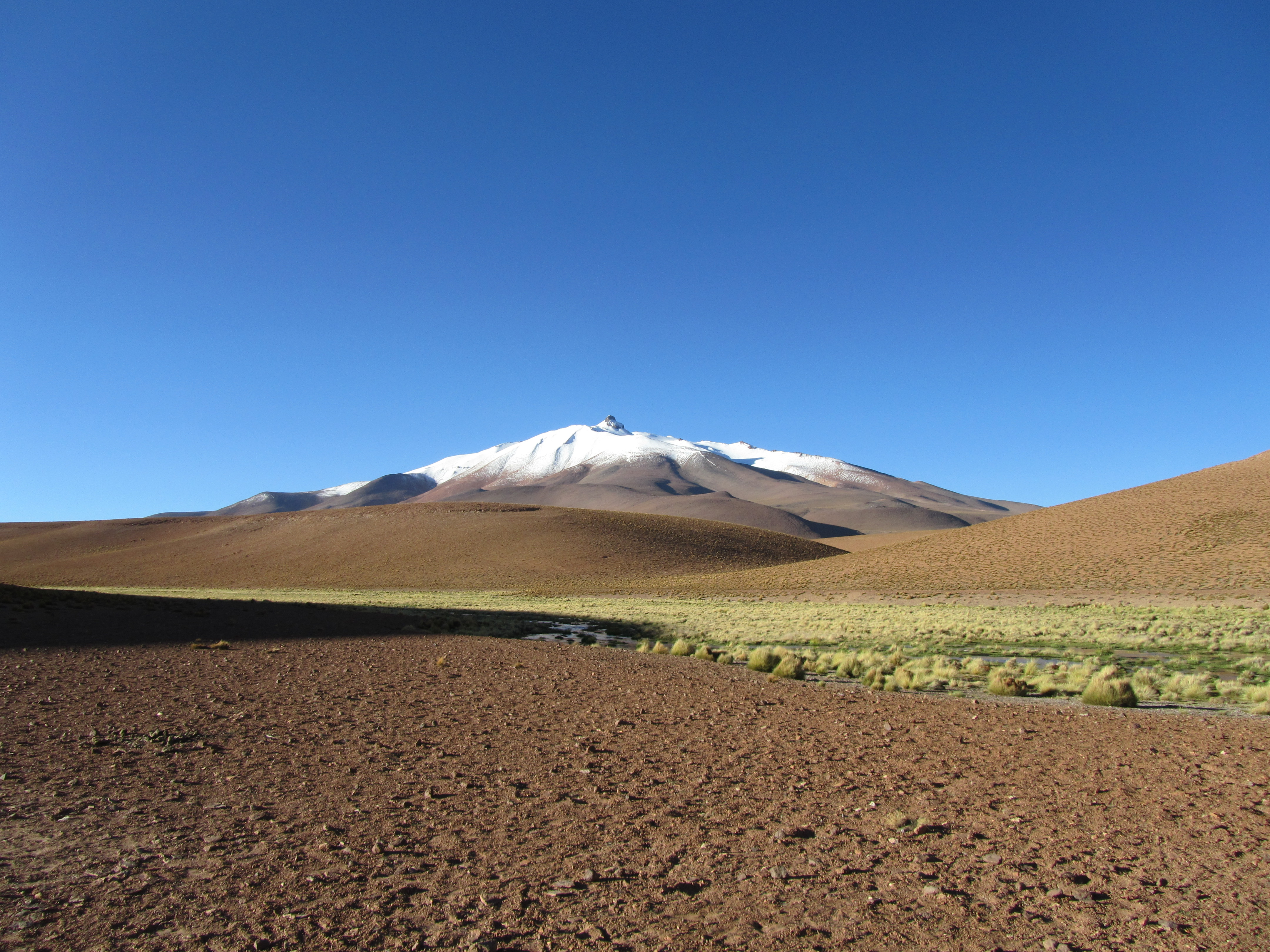
آتشفشان خاموش زاپالری نقطه مرزی سه گانه بین بولیوی ، آرژانتین و شیلی است
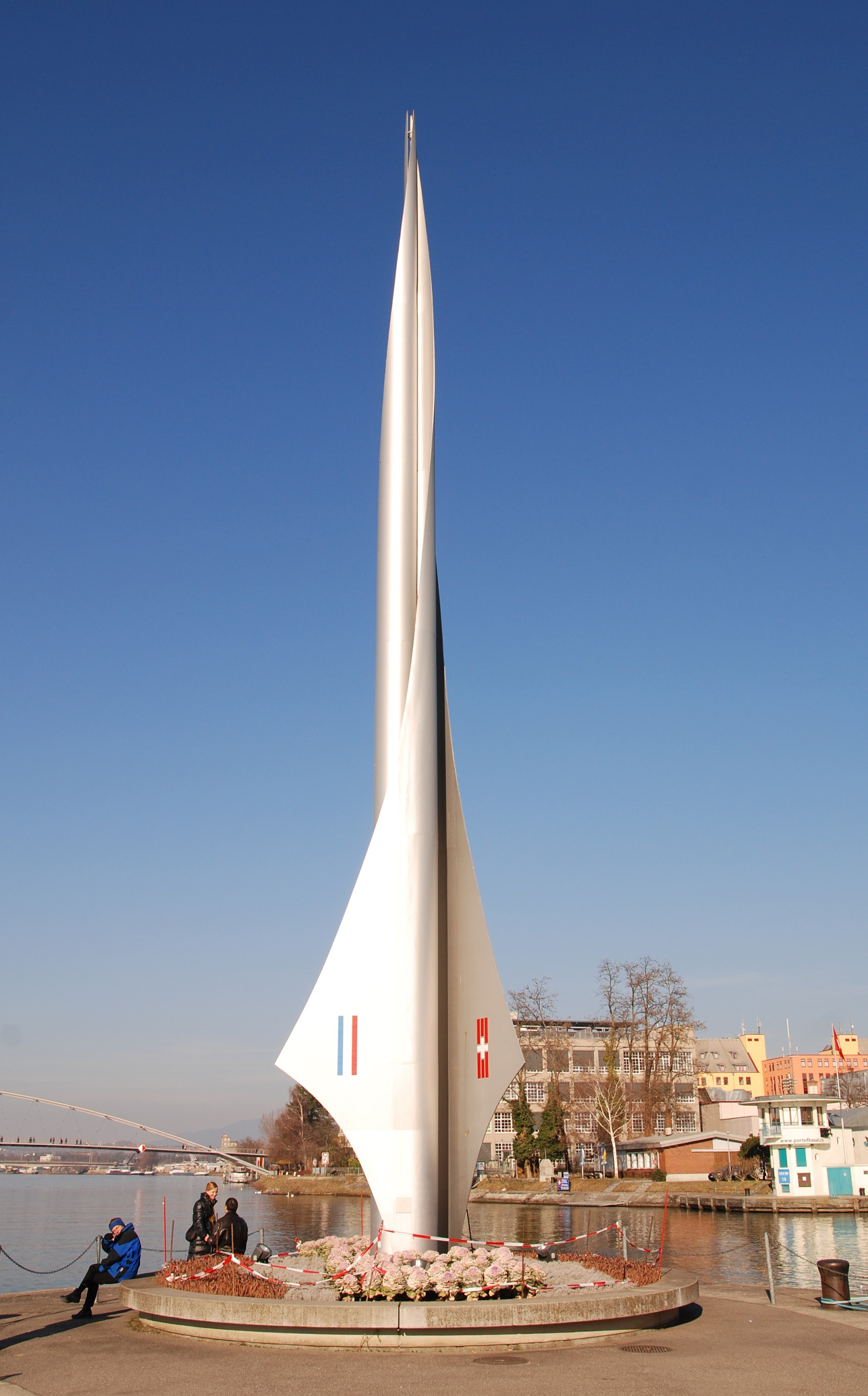
نقطه مرزی سه گانه دریلاندرک در بازل بین سوئیس ، آلمان و فرانسه
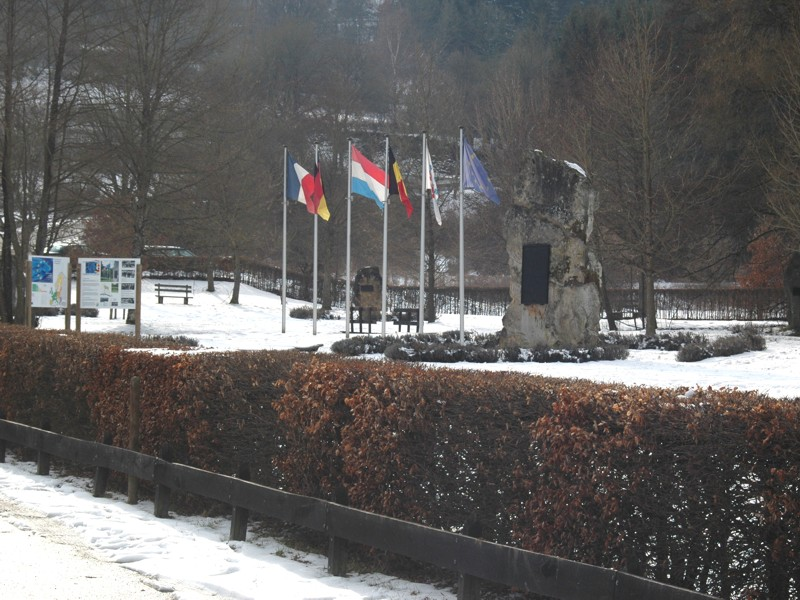
نقطه مرزی سه گانه یوروپادنکمال بین: آلمان ، بلژیک و لوکزامبورگ
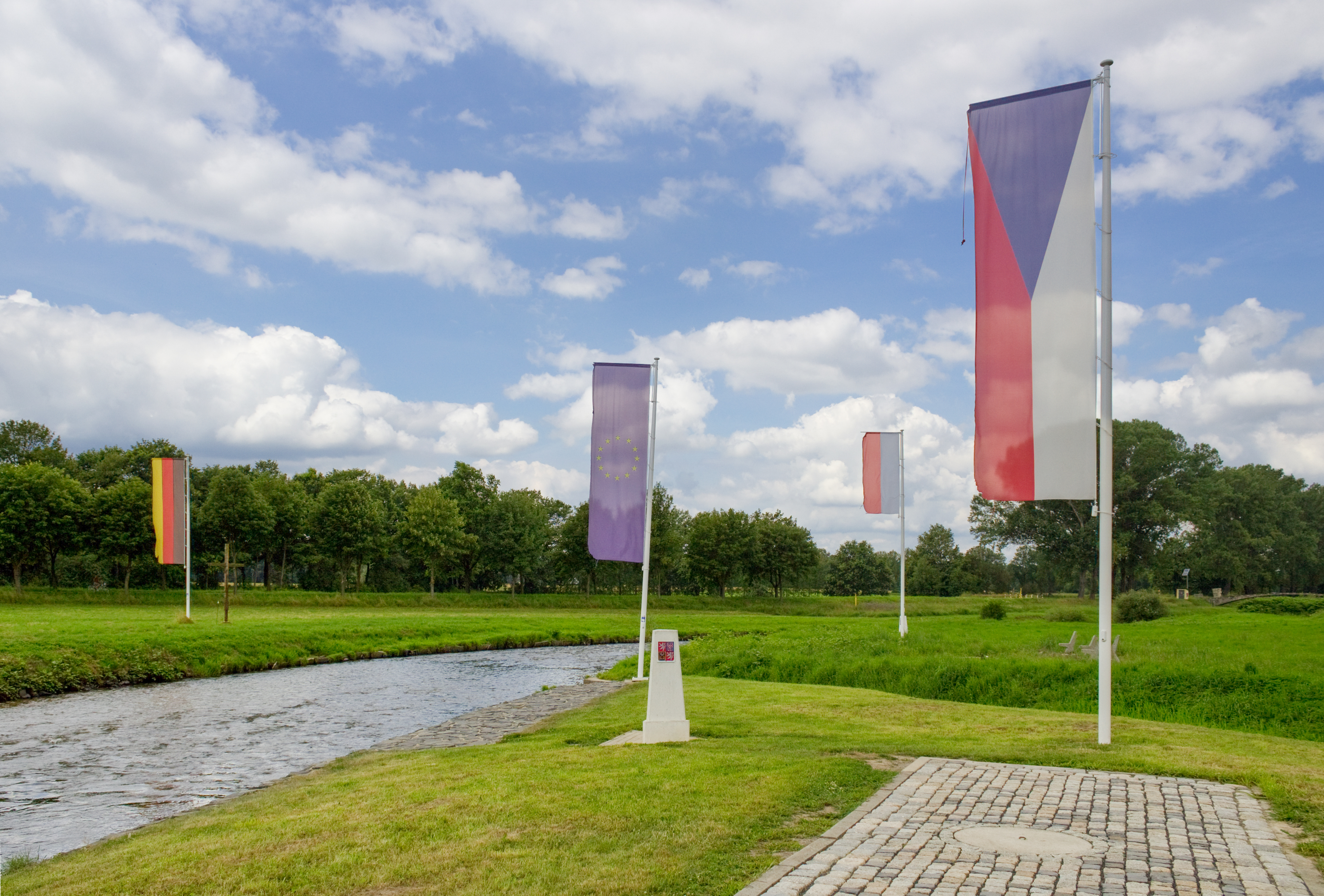
تسیتا: نقطه مرزی سه گانه بین: آلمان ، جمهوری چک و لهستان
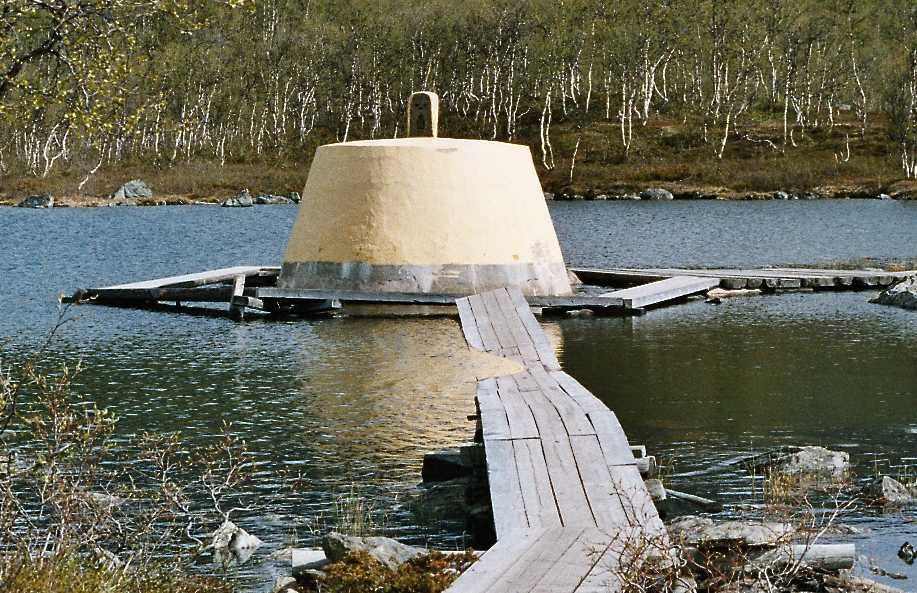
نقطه مرزی تیریکس سه گانه بین: فنلاند ، نروژ و سوئد